# Elbistan
Elbistan est une ville de la province de Kahramanmaraş en Turquie. Elle se situe à la croisée de la région méditerranéenne, de l'Anatolie orientale et de la région de l'Anatolie centrale. Elbistan est entre les 37e et 38e parallèles entre Nurhak, Ekinözü au sud, Darende et Gürün au nord. La minorité kurde alevi représente une proportion non négligeable de la population. Autrefois la ville était cosmopolite tant sur le plan ethnique (Turcs, Arméniens, Circassiens...) ; à la suite des affrontements au début des années 1980, les alévis (en particulier kurdes alévis) ont émigré en masse vers les régions d'Istanbul ou Mersin. En 2007, le nombre d'habitants du district s'élève à 128 267.

## Étymologie
La ville s'appelait Plasta sous la domination romaine puis byzantine. En arménien on la nommait Ablasta, Ablastayn ; en arabe Ablestin, Ablüsteyn ; et en persan  Ablistin. Son nom fut officiellement changé en Elbistan par les Ottomans. Dans la langue du peuple on prononce parfois Albıstan.
Le nom arabe Elbistan (البستان) signifie verger.

## Histoire
Des fouilles archéologiques ont permis de mettre au jour des objets datant de la période hittite. La ville a été le théâtre de plusieurs batailles entre l'Empire byzantin et les Abbassides du IXe au XIe siècle. Bien qu'elle ait été conquise par les Seldjoukides en 1084, Elbistan fut pillée et changea de possession à de nombreuses reprises lors des croisades. Elle passa sous domination des Mamelouks pendant plus de 112 ans à la suite de la victoire de Baybars contre les Mongols le 15 avril 1277 lors de la bataille d'Elbistan. Elle fut ensuite capitale du beylicat des Dulkadir. Les Ottomans assiégèrent une première fois la ville en 1399 sans résultat. C'est en 1515 sous le règne de Sélim Ier que la ville fut annexée à l'Empire ottoman.

### République de Turquie
Elbistan dépend maintenant de Kahramanmaraş chef-lieu de la province.

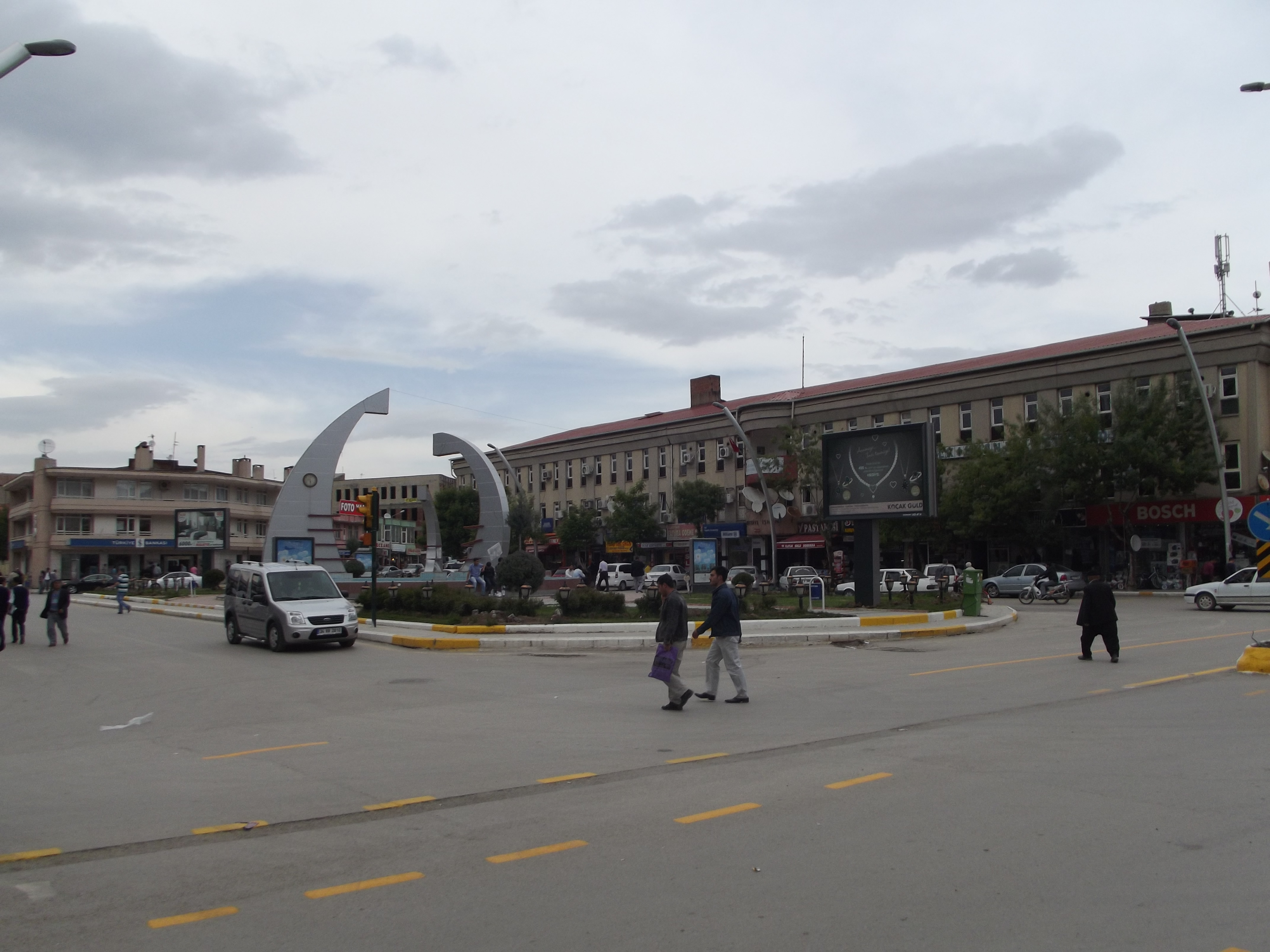
Place de Karaoğlanoğlu dans le centre-ville d'Elbistan

## Éducation
On compte 26 écoles primaires, 18 lycées (dont 6 privées). La faculté de technologie d'Elbistan a été créée en 2012.

## Économie
L'élevage et l'agriculture sont des secteurs prédominants dans l'économie locale. La betterave sucrière convient particulièrement eu climat très ensoleillé d'Elbistan. Une des plus grandes réserves mondiale de lignite se trouvant à proximité, deux centrales thermiques sont actives à Elbistan; une troisième est en projet de construction. On y trouve également diverses industries (briques, industrie du PVC, sucre, papier...).

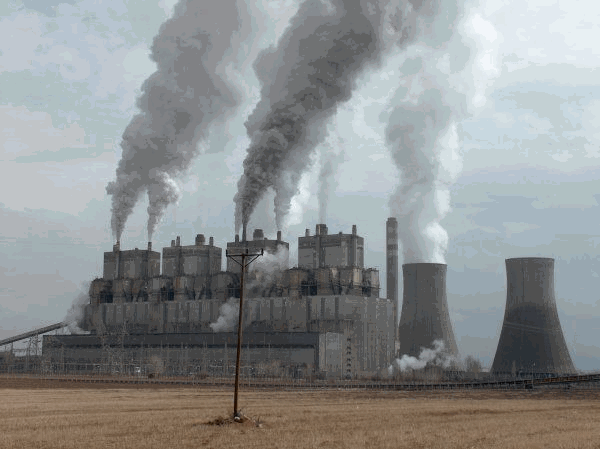
Centrale thermique près d'Elbistan

## Sport
Le club de football Elbistanspor crée en 1981 évolue dans la ligue amateur.

## Quartiers
- Bahçelievler
- Battalgazi
- Ceyhan
- Cumhuriyet
- Esentepe
- Güneşli
- İğde
- Kızılcaoba
- Köprübaşı
- Kümbet
- Orhangazi
- Pınarbaşı
- Tepebaşı
- Yeşilyurt
- Yunusemre

## Personnalités liées à la ville
- Mahir Ünal, ministre de la culture et du tourisme (24 novembre 2015 - 24 mai 2016)[6]
- Tahsin Yücel, écrivan et essayiste turc (17 août 1933 - 22 janvier 2016)
- Fidan Doğan, née le 17 janvier 1982 à Elbistan, était une militante kurde assassinée à Paris le 10 janvier 2013